# Andrew Garbarino
Andrew Reed Garbarino (Sayville, Nueva York, 27 de septiembre de 1984) es un abogado y político estadounidense. Afiliado al Partido Republicano, desde 2021 se desempeña como miembro de la Cámara de Representantes de los Estados Unidos en representación del 2.º distrito congresional de Nueva York. Anteriormente, entre 2013 y 2020, integró la Asamblea Estatal de Nueva York por el 7.º distrito.

## Educación
Garbarino se graduó de Sayville High School y obtuvo una licenciatura en historia y humanidades clásicas de la Universidad George Washington. Luego obtuvo un Doctorado en Jurisprudencia de la Facultad de Derecho de la Universidad Hofstra.

## Carrera
Después de graduarse de la facultad de derecho, Garbarino trabajó en el bufete de abogados de su familia en Sayville. Su familia también posee numerosas pequeñas empresas en comunidades desde Bay Shore hasta Patchogue.

### Asamblea Estatal de Nueva York
En 2012, Phil Boyle dejó vacante su escaño en la Asamblea de Nueva York para postularse para el Senado de Nueva York. El Partido Republicano de Nueva York nominó a Garbarino para reemplazarlo, siendo electo con el 56,77% de los votos. Fue reelegido en tres oportunidades más, en 2014, 2016 y 2018.
Garbarino fue miembro de la Conferencia de Legisladores Estatales Italoestadounidenses de Nueva York como asambleísta.

### Cámara de Representantes de los Estados Unidos
Tras el anuncio de que el representante Peter King no se postularía para la reelección en 2020, Garbarino anunció su candidatura para el Congreso por el 2.º distrito congresional de Nueva York. Se postuló en las primarias del Partido Republicano del 23 de junio y fue respaldado por King, así como por los partidos republicanos del condado de Nassau y del condado de Suffolk. Derrotó al asambleísta Mike LiPetri por 65% a 35%.
En las elecciones generales, Garbarino fue candidato del Partido Republicano, del Partido Conservador, del Partido Libertario y del Movimiento Serve America. Derrotó a Jackie Gordon, el candidato de los partidos Demócrata, Familias Trabajadoras e Independencia, por 53% a 46%.
Garbarino tomó juramentado en el cargo el 3 de enero de 2021.
En marzo de 2021, Garbarino fue uno de los ocho republicanos de la Cámara de Representantes que votaron a favor de la Ley de verificación de antecedentes bipartidista de 2021.
Garbarino votó en contra de la Ley del Plan de Rescate Estadounidense de 2021, al igual que todos los republicanos del Congreso.
El 19 de mayo de 2021, Garbarino fue uno de los 35 republicanos que se unieron a todos los demócratas en la votación para aprobar la legislación para establecer la comisión del 6 de enero de 2021 destinada a investigar el asalto al Capitolio.

## Vida personal
Garbarino es católico.

## Resultados electorales

### Asamblea Estatal de Nueva York
|  | 56,77 % |

|  | 69,46 % |

|  | 67,21 % |

|  | 58,71 % |

### Cámara de Representantes de los Estados Unidos
|  | 52,94 % |

|  | 59,22 % |